# Taha Ayari
Taha Ayari (nacido el 10 de mayo de 2005) es un futbolista profesional sueco que juega como centrocampista en el club AIK de la Allsvenskan, la primera división de fútbol sueco.

## Carrera en clubes
Nacido en Solna, Ayari comenzó a jugar al fútbol en el Råsunda IS en 2010, a los cinco años, antes de fichar por el AIK local dos años después. Habiendo pasado por las categorías inferiores del club, comenzó a entrenar con el primer equipo en 2021. En el mismo año, formó parte de la escuadra que ganó el campeonato nacional sub-17.
En mayo de 2022, Ayari fue a prueba con el club Feyenoord de la Eredivisie, pero finalmente decidió quedarse en AIK para continuar su desarrollo. Tras ascender al primer equipo de forma estable con el técnico interino Henok Goitom, debutó profesionalmente el 31 de agosto del mismo año, sustituyendo a Benjamin Mbunga Kimpioka en el minuto 57 de una victoria 2–4 en la Copa de Suecia sobre Hudiksvalls FF. Luego hizo su debut en la Allsvenskan el 4 de septiembre, reemplazando a su hermano mayor Yasin en el minuto 87 de un partido de liga contra el GIF Sundsvall: unos minutos más tarde, ganó un tiro penal para el Gnaget, que luego fue anotado por Sebastian Larsson y dirigió a una victoria por 4-0 para su equipo.
En octubre de 2022, Ayari firmó su primer contrato profesional con AIK, firmando un acuerdo que durará hasta el 31 de diciembre de 2025.

## Carrera internacional
Por los orígenes de su familia, Ayari puede optar por representar a Suecia, Marruecos o Túnez a nivel internacional.
Ha jugado para las selecciones nacionales sub-17 y sub-19 de Suecia.
En mayo de 2022, fue incluido en el equipo sueco que participó en el Campeonato Euroepo Sub-17 de la UEFA 2022 en Israel, donde los Blågult fueron eliminados en la fase de grupos por diferencia de goles.

## Vida personal
Ayari es de ascendencia marroquí y tunecina a través de las respectivas raíces de sus padres.
Es el hermano menor del también futbolista Yasin Ayari (n. 2003).